# Aire d'attraction de Saint-Palais
L'aire d'attraction de Saint-Palais est un zonage d'étude défini par l'Insee pour caractériser l’influence de la commune de Saint-Palais sur les communes environnantes. Publiée en octobre 2020, elle se substitue à l'aire urbaine de Saint-Palais, qui comportait 9 communes dans le dernier zonage qui remontait à 2010.

## Définition
L'aire d'attraction d'une ville est composée d’un pôle, défini à partir de critères de population et d’emploi ainsi que d’une couronne constituée des communes dont au moins 15 % des actifs travaillent dans le pôle. Le pôle d’attraction constitue ainsi un point de convergence des déplacements domicile-travail,.

## Type et composition
L’aire d'attraction de Saint-Palais est une aire intra-départementale qui comporte 25 communes dans les Pyrénées-Atlantiques.
Elle est catégorisée dans les aires de moins de 50 000 habitants, une catégorie qui regroupe 16,5 % de la population de Nouvelle-Aquitaine et 12,2 % au niveau national.

### Carte

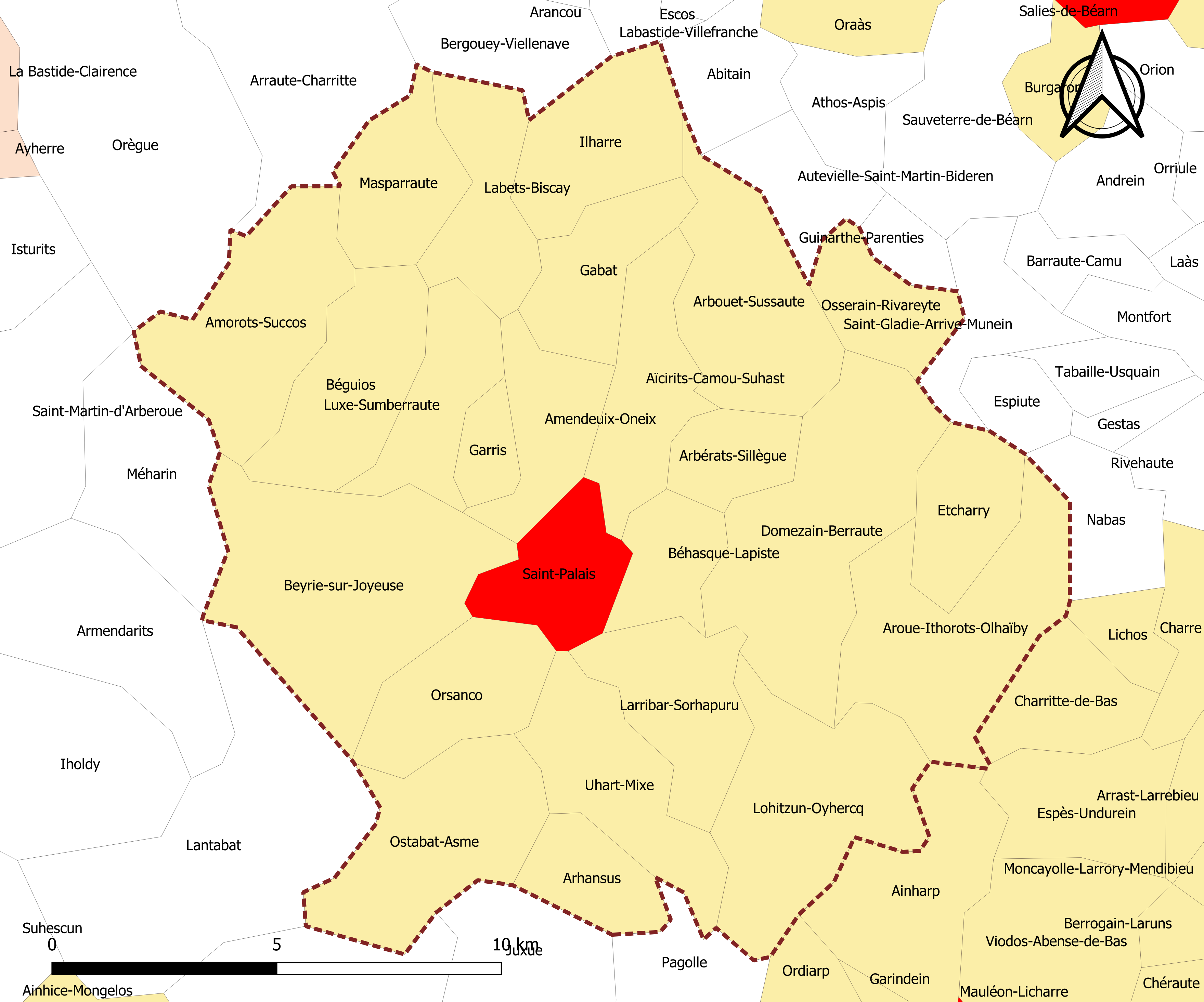
Carte de l'aire d'attraction de Saint-Palais.
Commune-centre
Commune de la couronne

### Composition communale
| Nom                           | Code Insee | Département          | Statut                 | Superficie (km2) | Population (dernière pop. légale) | Densité (hab./km2) | Modifier                                    |
| ----------------------------- | ---------- | -------------------- | ---------------------- | ---------------- | --------------------------------- | ------------------ | ------------------------------------------- |
| Saint-Palais (commune-centre) | 64493      | Pyrénées-Atlantiques | commune-centre         | 7,54             | 2 155 (2022)                      | 286                | modifier les données · modifier les données |
| Aïcirits-Camou-Suhast         | 64010      | Pyrénées-Atlantiques | commune de la couronne | 9,50             | 695 (2022)                        | 73                 | modifier les données · modifier les données |
| Amendeuix-Oneix               | 64018      | Pyrénées-Atlantiques | commune de la couronne | 7,66             | 466 (2022)                        | 61                 | modifier les données · modifier les données |
| Amorots-Succos                | 64019      | Pyrénées-Atlantiques | commune de la couronne | 15,20            | 224 (2022)                        | 15                 | modifier les données · modifier les données |
| Arbérats-Sillègue             | 64034      | Pyrénées-Atlantiques | commune de la couronne | 5,29             | 328 (2022)                        | 62                 | modifier les données · modifier les données |
| Arbouet-Sussaute              | 64036      | Pyrénées-Atlantiques | commune de la couronne | 14,55            | 312 (2022)                        | 21                 | modifier les données · modifier les données |
| Arhansus                      | 64045      | Pyrénées-Atlantiques | commune de la couronne | 5,32             | 67 (2022)                         | 13                 | modifier les données · modifier les données |
| Aroue-Ithorots-Olhaïby        | 64049      | Pyrénées-Atlantiques | commune de la couronne | 17,85            | 231 (2022)                        | 13                 | modifier les données · modifier les données |
| Béguios                       | 64105      | Pyrénées-Atlantiques | commune de la couronne | 11,26            | 263 (2022)                        | 23                 | modifier les données · modifier les données |
| Béhasque-Lapiste              | 64106      | Pyrénées-Atlantiques | commune de la couronne | 5,64             | 505 (2022)                        | 90                 | modifier les données · modifier les données |
| Beyrie-sur-Joyeuse            | 64120      | Pyrénées-Atlantiques | commune de la couronne | 24,80            | 536 (2022)                        | 22                 | modifier les données · modifier les données |
| Domezain-Berraute             | 64202      | Pyrénées-Atlantiques | commune de la couronne | 21,56            | 468 (2022)                        | 22                 | modifier les données · modifier les données |
| Etcharry                      | 64221      | Pyrénées-Atlantiques | commune de la couronne | 7,43             | 147 (2022)                        | 20                 | modifier les données · modifier les données |
| Gabat                         | 64228      | Pyrénées-Atlantiques | commune de la couronne | 8,31             | 276 (2022)                        | 33                 | modifier les données · modifier les données |
| Garris                        | 64235      | Pyrénées-Atlantiques | commune de la couronne | 3,13             | 317 (2022)                        | 101                | modifier les données · modifier les données |
| Ilharre                       | 64272      | Pyrénées-Atlantiques | commune de la couronne | 10,55            | 150 (2022)                        | 14                 | modifier les données · modifier les données |
| Labets-Biscay                 | 64294      | Pyrénées-Atlantiques | commune de la couronne | 8,79             | 144 (2022)                        | 16                 | modifier les données · modifier les données |
| Larribar-Sorhapuru            | 64319      | Pyrénées-Atlantiques | commune de la couronne | 10,65            | 185 (2022)                        | 17                 | modifier les données · modifier les données |
| Lohitzun-Oyhercq              | 64345      | Pyrénées-Atlantiques | commune de la couronne | 17,52            | 194 (2022)                        | 11                 | modifier les données · modifier les données |
| Luxe-Sumberraute              | 64362      | Pyrénées-Atlantiques | commune de la couronne | 8,31             | 399 (2022)                        | 48                 | modifier les données · modifier les données |
| Masparraute                   | 64368      | Pyrénées-Atlantiques | commune de la couronne | 8,16             | 271 (2022)                        | 33                 | modifier les données · modifier les données |
| Orsanco                       | 64429      | Pyrénées-Atlantiques | commune de la couronne | 9,35             | 103 (2022)                        | 11                 | modifier les données · modifier les données |
| Osserain-Rivareyte            | 64435      | Pyrénées-Atlantiques | commune de la couronne | 6,56             | 228 (2022)                        | 35                 | modifier les données · modifier les données |
| Ostabat-Asme                  | 64437      | Pyrénées-Atlantiques | commune de la couronne | 15,26            | 224 (2022)                        | 15                 | modifier les données · modifier les données |
| Uhart-Mixe                    | 64539      | Pyrénées-Atlantiques | commune de la couronne | 11,74            | 217 (2022)                        | 18                 | modifier les données · modifier les données |